# Oskar Textorius
Bror Oskar Textorius, född 8 april 1864 i Kristianstad, död 20 april 1938 i Stockholm, var en svensk skådespelare, sångare och teaterdirektör.

## Biografi
Textorius scendebuterade 1887 och deltog i olika turnerande teatersällskap innan han engagerades vid Folkteatern i Stockholm 1893.
Han bildade ett eget operettsällskap som turnerade 1899–1906 och var därefter engagerad hos olika teatersällskap i Stockholm. 1911–1918 blev han en av de ledande operettaktörerna på Oscarsteatern.
Han engagerades vid Scalateatern i Köpenhamn 1918–1920 och var scenisk ledare på Stora Teatern i Göteborg 1920–1925 och från 1937 och fram till sin död. Under 1920-talet ledde han flera somrar turnéer i folkparkerna.
Textorius filmdebuterade 1911 i Anna Hofman-Uddgrens kortilm Stockholmsfrestelser och han kom att medverka i sex filmer. Han skivdebuterade 1907 och gjorde ett hundratal skivinspelningar.
Han var gift tre gånger, första gången med skådespelaren Georgina Sondell (1860-1897) fram till hennes död, med vilken han hade döttrarna Helga Brofeldt och Elsa Textorius, andra gången 1900–1904 med skådespelaren Svea Johansson och sista gången från 1904 med skådespelaren Ester Pettersson.

## Filmografi
- 1911 – Stockholmsfrestelser
- 1913 – Filmdrottningen
- 1925 – Hennes lilla majestät
- 1926 – Fänrik Ståls sägner-del I
- 1931 – Farornas paradis
- 1932 – Ett skepp kommer lastat

## Teater

### Roller (ej komplett)
| År   | Roll                       | Produktion                                                                           | Regi                 | Teater                    |
| ---- | -------------------------- | ------------------------------------------------------------------------------------ | -------------------- | ------------------------- |
| 1889 | En officer                 | Ringaren i Notre Dame Charlotte Birch-Pfeiffer                                       |                      | Folkteatern               |
| 1901 | Andersson, portvakt        | Stiliga Agusta Gustaf af Geijerstam                                                  |                      | Textorius-Gardts sällskap |
| 1905 |                            | Bluff, revy Emil Norlander                                                           | John Liander         | Kristallsalongen          |
| 1907 |                            | Telefonhemligheter Herman Hanslleiter och Max Reiman                                 |                      | Djurgårdsteatern          |
| 1909 | Konseljpresidenten         | H.K.H. Léon Xanrof, Ivan Caryll och Jules Chancel                                    |                      | Operett-teatern           |
| 1911 | Conrad Aubrais             | Kyska Susanna Jean Gilbert och Georg Okonkowski                                      |                      | Oscarsteatern             |
| 1911 | Herr Trampler              | Det stora geniet Edmund Eysler och Felix Dörmann                                     | Carl August Söderman | Oscarsteatern             |
| 1912 |                            | Prinsen av Burgund Leo Fall, Alfred Maria Willner och Robert Bodanzky                |                      | Oscarsteatern             |
| 1912 | Poivre, varietéimpressario | Gri-Gri Paul Lincke, Heinrich Bolten-Baeckers och Jules Chancel                      | Emil Linden          | Oscarsteatern             |
| 1915 | Guvernören                 | Madame Szibill Victor Jacobi                                                         | Oskar Textorius      | Oscarsteatern             |
| 1917 | Feri von Kerekes           | Csardasfurstinnan Emmerich Kálmán, Leo Stein och Béla Jenbach                        | Oskar Textorius      | Oscarsteatern             |
| 1917 | Greve Kaunitz              | Kejsarinnan Maria Théresia Leo Fall, Julius Brammer och Alfred Grünwald              | Oskar Textorius      | Oscarsteatern             |
| 1920 |                            | Flickan från U.S.A., revy Fred Winter                                                | Oskar Textorius      | Kristallsalongen          |
| 1920 | Sergius Sartrewski         | Röda rosor Franz Lehár, Julius Brammer och Alfred Grünwald                           | August Bodén         | Stora teatern             |
| 1925 |                            | Damerna från Olympen Rudolf Schanzer, Ernst Welisch och Rudolf Nelson                | Nils Johannisson     | Oscarsteatern             |
| 1925 | John Walsh                 | Orloff Ernst Marischka och Bruno Granichstaedten                                     | Nils Johannisson     | Oscarsteatern             |
| 1926 |                            | Damen utan slöja August Neidhart, Lothar Sachs och Byjacco                           | Oskar Textorius      | Södra Teatern             |
| 1926 | Greve Hans von Liebenstein | Hjärtekrossaren Hermann Haller och Eduard Künneke                                    | Oskar Textorius      | Oscarsteatern             |
| 1926 | Rulle Munter               | Apollon ombord Evert Taube                                                           | Oskar Textorius      | Vasateatern               |
| 1926 | Storfurst Sergius Wladimir | Cirkusprinsessan Emmerich Kálmán, Julius Brammer och Alfred Grünwald                 | Oskar Textorius      | Vasateatern               |
| 1927 | Markus Antonius            | Cleopatras pärlor Oscar Straus, Julius Brammer och Alfred Grünwald                   | Oskar Textorius      | Vasateatern               |
| 1927 | Kungen av Illyrien         | Alexandra Albert Szirmai och Franz Martos                                            | Oskar Textorius      | Vasateatern               |
| 1927 | Pappan                     | Adjö, Mimi Ralph Benatzky, Alexander Engel och Julius Horst                          | Oskar Textorius      | Vasateatern               |
| 1928 |                            | Svalboet Bruno Granichstaedten och Ernst Marischka                                   | Oskar Textorius      | Vasateatern               |
| 1928 | Erik Thomson               | Inte på mun Maurice Yvain och André Barde                                            | Oskar Textorius      | Vasateatern               |
| 1928 | Greve Guido Bonhady        | Grevinnan Eva Albert Szirmai och Frans Martos                                        | Oskar Textorius      | Vasateatern               |
| 1928 |                            | Hertiginnan av Chicago Emmerich Kálmán, Julius Brammer och Alfred Grünwald           | Oskar Textorius      | Vasateatern               |
| 1929 | Boscart                    | Katja Jean Gilbert, Leopold Jacobson och Rudolph Österreicher                        | Oskar Textorius      | Vasateatern               |
| 1929 | Pasewicker                 | Nattkavaljeren Robert Stolz, Alfred Maria Willner och Rudolf Österreicher            | Oskar Textorius      | Vasateatern               |
| 1931 | John Cunlight              | Viktorias husar Paul Abraham, Emmerich Földes, Alfred Grünwald och Fritz Löhner-Beda | Oskar Textorius      | Odeonteatern, Stockholm   |
| 1932 |                            | Blomman från Hawaii Paul Abraham, Alfred Grünwald och Fritz Löhner-Beda              | Oskar Textorius      | Odeonteatern, Stockholm   |

### Teaterregi (ej komplett)
| År   | Produktion                                         | Upphovsmän                                                                     | Teater        |
| ---- | -------------------------------------------------- | ------------------------------------------------------------------------------ | ------------- |
| 1915 | Madame Szibill                                     | Victor Jacobi, Max Brody och Franz Martos                                      | Oscarsteatern |
| 1915 | En natt i Venedig Eine Nacht in Venedig            | Johann Strauss den yngre, Friedrich Zell och Richard Genée                     | Oscarsteatern |
| 1916 | Inkognito Rund um die Liebe                        | Oscar Straus, Friedrich von Thelen och Robert Bodanzky Översättning Oscar Ralf | Oscarsteatern |
| 1916 | Fjäriln                                            | Karl Weinberger, Alfred Maria Willner och Bernhard Buchbinder                  | Oscarsteatern |
| 1916 | Csardasfurstinnan Die Csárdásfürstin               | Emmerich Kálmán, Leo Stein och Béla Jenbach                                    | Oscarsteatern |
| 1917 | Kessers generalkupp                                | Fred Winter                                                                    | Oscarsteatern |
| 1917 | Csardasfurstinnan Die Csárdásfürstin               | Emmerich Kálmán, Leo Stein och Béla Jenbach Översättning Nalle Halldén         | Oscarsteatern |
| 1917 | Kejsarinnan Maria Théresia                         | Leo Fall, Julius Brammer och Alfred Grünwald                                   | Oscarsteatern |
| 1918 | Jockeyen                                           | Felix Körling                                                                  | Oscarsteatern |
| 1918 | Kejsarinnan Maria Théresia                         | Leo Fall, Julius Brammer och Alfred Grünwald                                   | Oscarsteatern |
| 1919 | Csardasfurstinnan Die Csárdásfürstin               | Emmerich Kálmán, Leo Stein och Béla Jenbach                                    | Oscarsteatern |
| 1926 | Hollandsflickan                                    | Leo Stein, Béla Jenbach och Emmerich Kálmán                                    | Oscarsteatern |
| 1926 | Kopparbröllop                                      | Svend Rindom                                                                   | Södra Teatern |
| 1926 | Damen utan slöja                                   | August Neidhart, Lothar Sachs och Byjacco                                      | Södra Teatern |
| 1926 | Apollon ombord                                     | Evert Taube                                                                    | Vasateatern   |
| 1926 | Cirkusprinsessan Die Zirkusprinzessin              | Emmerich Kálmán, Julius Brammer och Alfred Grünwald                            | Vasateatern   |
| 1926 | Stockholm-Västerås-Uppsala                         | August Blanche                                                                 | Vasateatern   |
| 1926 | Hollandsflickan                                    | Leo Stein, Béla Jenbach och Emmerich Kálmán                                    | Oscarsteatern |
| 1926 | Hjärtekrossaren                                    | Hermann Haller och Eduard Künneke                                              | Oscarsteatern |
| 1927 | Smällkaramellen                                    | Jean Gilbert, Leo Kastner och Alfred Möller                                    | Vasateatern   |
| 1927 | Cleopatras pärlor                                  | Oscar Straus, Julius Brammer och Alfred Grünwald                               | Vasateatern   |
| 1927 | Alexandra                                          | Albert Szirmai och Franz Martos                                                | Vasateatern   |
| 1927 | Adjö, Mimi Adieu, Mimi                             | Ralph Benatzky, Alexander Engel och Julius Horst                               | Vasateatern   |
| 1928 | Inte på mun Pas sur la bouche                      | Maurice Yvain och André Barde                                                  | Vasateatern   |
| 1928 | Hennes excellens                                   | Michael Krausz, Ernst Welisch och Rudolf Schanzer                              | Vasateatern   |
| 1928 | Czardasfurstinnan Die Csárdásfürstin               | Emmerich Kálmán, Leo Stein och Béla Jenbach                                    | Vasateatern   |
| 1928 | Svalboet                                           | Bruno Granichstaedten och Ernst Marischka                                      | Vasateatern   |
| 1928 | Grevinnan Eva                                      | Albert Szirmai och Frans Martos                                                | Vasateatern   |
| 1928 | Sista valsen Der letzte Walzer                     | Oscar Straus, Julius Brammer och Alfred Grünwald                               | Vasateatern   |
| 1928 | Hertiginnan av Chicago Die Herzogin von Chicago    | Emmerich Kálmán, Julius Brammer och Alfred Grünwald                            | Vasateatern   |
| 1929 | Katja Katja, die Tänzerin                          | Jean Gilbert, Leopold Jacobson och Rudolph Österreicher                        | Vasateatern   |
| 1929 | Nattkavaljeren                                     | Robert Stolz, Alfred Maria Willner och Rudolf Österreicher                     | Vasateatern   |
| 1931 | Fågelhandlaren Der Vogelhändler                    | Carl Zeller, Moritz West och Ludwig Held                                       | Odéonteatern  |
| 1931 | Viktorias husar Viktoria und ihr Husar             | Paul Abraham, Emmerich Földes, Alfred Grünwald och Fritz Löhner-Beda           | Odéonteatern  |
| 1931 | Adjö, Mimi Adieu, Mimi                             | Ralph Benatzky, Alexander Engel och Julius Horst                               | Odéonteatern  |
| 1931 | Violen från Montmartre Das Veilchen vom Montmartre | Emmerich Kálmán, Julius Brammer och Alfred Grünwald                            | Odéonteatern  |
| 1931 | Juvelkronan Der Bauerngeneral                      | Oscar Straus, Julius Brammer och Gustav Beer                                   | Odéonteatern  |
| 1931 | Madame Pompadour                                   | Leo Fall, Rudolf Schanzer och Ernst Welisch                                    | Odéonteatern  |
| 1932 | Blomman från Hawaii Die Blume von Hawaii           | Paul Abraham, Alfred Grünwald och Fritz Löhner-Beda                            | Odéonteatern  |
| 1933 | Midnattstango Éjféli tangó                         | Karl Komjáti, Stefan Békeffi och László                                        | Odéonteatern  |

## Bilder

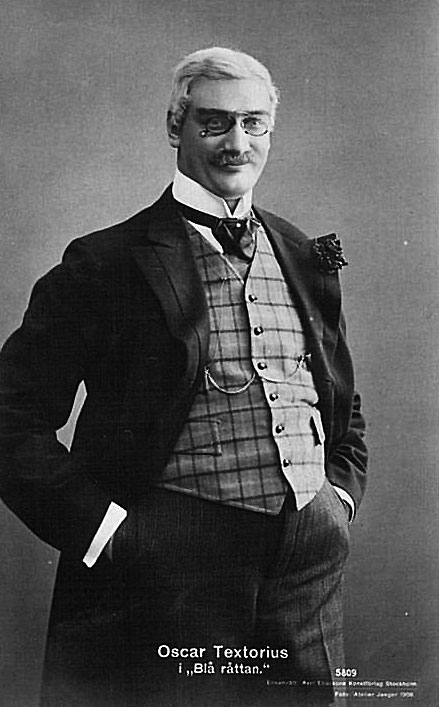
Textorius i Blå råttan 1908.
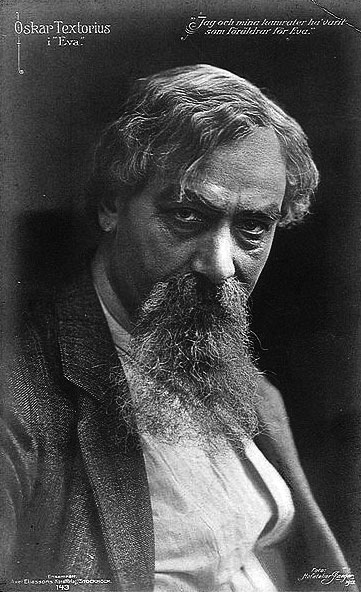
Textorius som Larousse i operetten Eva av Franz Lehár på Oscarsteatern 1912.